# Милан С. Илић
Милан С. Илић (Прибељци, код Шипова, 1921 — Јајце, 25. септембар 1942) био је учесник Народноослободилачке борбе и народни херој Југославије.

## Биографија
Рођен је 1921. године у селу Прибељцима код Шипова. Основну школу завршио је у родном селу. Касније је отишао у Београд у потрази за послом. После неколико месеци се вратио у своје село.
Под утицајем учитеља, комуниста по уверењу, Немање Влатковића и Јусуфа Филиповића, руководилаца Комунистичке партије Југославије у Јајцу, Милан је приступио радничком покрету. Примљен је у КПЈ 1941, у време припрема за оружани устанак.
Крајем јуна 1941. године, ухапсиле су га усташе. У затвору су га мучили и испитивали, али од њега ништа нису сазнали. После двомесечног мучења, усташе су га пустиле, мислећи да је умно поремећен.
Чим се мало опоравио, ступио је у борбену устаничку јединицу Јања. Убрзо је постао политички комесар Треће чете батаљона „Пелагић“ Трећег крајишког партизанског одреда. Истакао се у борбама за време блокаде Мркоњић Града, почетком 1942. године, када је са својом четом одбијао нападе надмоћнијег непријатеља. Када је, почетком априла 1942. године, формиран противчетнички Ударни батаљон на терену Мркоњић Града, Милан је с ударном четом батаљона „Пелагић“ ушао у његов састав, а нешто касније постао је партијски руководилац ове чете. Са четом је учествовао у борбама у непријатељској офанзиви на Козару. Учествовао је и у јуришању на немачке ровове у селу Пискавици.
После повратка у Јањ, крајем јуна 1942, постављен је за заменика политичког комесара батаљона „Пелагић“. У време првог партизанског напада на Јајце, 24. септембра 1942, Миланов батаљон добио је задатак да уништи утврђења изнад фабрике „Електробосна“, заузме фабрику и продре у град. На челу овог батаљона тада је био Милан. Батаљон је на јуриш заузео фабрику и топове и сутрадан се пробио у град. Тог дана, Милана је смртно ранио непријатељски метак.
Указом председника Федеративне Народне Републике Југославије Јосипа Броза Тита, 27. новембра 1953. године, проглашен је за народног хероја.